# نوح عواسی
نوح عواسی (انگلیسی: Noah Awassi؛ زادهٔ ۱۰ مارس ۱۹۹۸) بازیکن فوتبال اهل آلمان است.
از باشگاه‌هایی که در آن بازی کرده‌است می‌توان به باشگاه فوتبال دینامو درسدن اشاره کرد.